# Hederspriset till Gösta Ekmans minne
Hederspriset till Gösta Ekmans minne är ett pris som delas ut till en person eller grupp verksam inom den svenska humorbranschen. Hederspriset delas sedan 2017 årligen ut under Barncancergalan - Den Svenska humorgalan. Enligt prisets stadga ska pristagaren "genom en lång och framgångsrik karriär i humorns tecken fått svenska folket att skratta vid många tillfällen".

## Pristagare
- 2017 – Galenskaparna och After Shave[2]
- 2018 – Birgitta Andersson[3]
- 2019 – Lasse Åberg[4]
- 2020 – Suzanne Reuter[5]
- 2021 – Christer Lindarw[6]
- 2022 – Sven Melander (postumt)[7]
- 2023 – Eva Rydberg[8]
- 2024 – Björn Skifs[9]